# Sven Yrvind
Sven Yrvind, né Sven Lundin le 22 avril 1939 à Göteborg est un auteur, constructeur de bateaux et navigateur suédois. Yrvind est célèbre pour ses navigations océaniques en solitaire sur des voiliers de petite taille de sa construction. 